# トムソン (情報サービス業)

トムソン（The Thomson Corporation）は、かつて存在したカナダに本拠を置くウッドブリッジ社傘下の世界的な大手情報サービス企業である。通信社であるロイターを買収したことにより、2008年4月17日にトムソン・ロイターとなった。

## 歴史
そもそもの始まりはロイ・トムソンが1934年にオンタリオ州ティミンズの新聞社ティミンズ・プレスを200ドルで購入したことである。ロイは友人のジャック・ケント・クックと共同でオンタリオ州の各地に新聞社とラジオ局を展開した。
トムソンは世界最大の情報企業のひとつで、ロイターとの統合前には5つの部門を有していた。
- トムソンファイナンシャル（Thomson Financial）
- トムソンヘルスケア（Thomson Healthcare）
- トムソンリーガル（Thomson Legal）
- トムソンサイエンティフィック（Thomson Scientific）
- トムソンタックス&アカウンティング（Thomson Tax & Accounting）

また、トムソンは2007年までは高等教育の教科書の出版などを行うトムソンラーニングという教育部門を有していたが、この部門は2007年5月にベンチャー・キャピタルであるApax Partnersに売却され、同年7月にセンゲージラーニング（Cengage Learning）となった。さらに、トムソンラーニング傘下のテスト実施企業プロメトリックは、2007年10月15日に教育試験サービス（ETS、TOEICやTOEFLを実施する非営利団体）に売却されている。
2007年5月15日、トムソンはロイターを約87億ポンド（約2兆1000億円）で買収し、両社を統合することで合意し、2008年4月17日に新会社トムソン・ロイターが設立された。
トムソンの公式な本社はトロントにあったが、実質的な本社機能をニューヨーク近郊のコネチカット州スタンフォードに置いていた。

## 日本法人
日本法人としては、1997年12月1日に設立されたトムソンコーポレーション株式会社が存在した。トムソンコーポレーションは、トムソンとロイターの統合に伴い、トムソン・ロイター・プロフェッショナル株式会社に社名を変更して存続している。

## その他
トムソンは、毎年自然科学におけるノーベル賞受賞者候補を独自に選定、発表していた。この発表はトムソン・ロイターに引き継がれている。